# N.E.C. in het seizoen 1970/71
Het seizoen 1970/1971 was het 17e jaar in het bestaan van de Nijmeegse betaaldvoetbalclub N.E.C.. De club kwam uit in de Eredivisie en eindigde daarin op de achtste plaats. Tevens deed de club mee aan het toernooi om de KNVB Beker, hierin werd in de halve finale verloren van Ajax (0–2).

## Wedstrijdstatistieken

### Eredivisie
|       | ADO   | Ajax  | AZ '67 | DWS   | Excelsior | Feijenoord | Go Ahead | Haarlem | Holland Sport | MVV   | NAC   | PSV   | Sparta | Telstar | FC Twente '65 | FC Utrecht | Volendam |
| ----- | ----- | ----- | ------ | ----- | --------- | ---------- | -------- | ------- | ------------- | ----- | ----- | ----- | ------ | ------- | ------------- | ---------- | -------- |
| Thuis | 1 – 3 | 0 – 0 | 3 – 0  | 1 – 0 | 5 – 0     | 1 – 0      | 2 – 1    | 1 – 0   | 1 – 1         | 3 – 0 | 1 – 1 | 0 – 0 | 3 – 0  | 3 – 0   | 0 – 0         | 2 – 1      | 4 – 0    |
| Uit   | 3 – 1 | 4 – 1 | 1 – 1  | 2 – 2 | 2 – 1     | 1 – 0      | 2 – 2    | 1 – 1   | 1 – 0         | 2 – 0 | 1 – 1 | 2 – 0 | 2 – 1  | 0 – 1   | 2 – 0         | 3 – 0      | 1 – 0    |

### KNVB Beker
| 1e ronde                                         | Roda JC                                     | 0 – 1 (0 – 1) | N.E.C.                |
| 15 augustus 1970 Plaats: Kerkrade Kaalheide      |                                             |               | 35' Jürgen Jendrossek |
| 2e ronde                                         | N.E.C.                                      | 2 – 0 (2 – 0) | Vitesse               |
| 8 november 1970 Plaats: Nijmegen Goffertstadion  | Dimitri Davidović 25' Jürgen Jendrossek 43' |               |                       |
| 3e ronde                                         | N.E.C.                                      | 1 – 0 (1 – 0) | DWS                   |
| 14 maart 1971 Plaats: Nijmegen Goffertstadion    | Theo de Jong 44'                            |               |                       |
| Kwartfinale                                      | N.E.C.                                      | 1 – 0 (0 – 0) | ADO                   |
| 7 april 1971 Plaats: Nijmegen Goffertstadion     | Theo de Jong 66'                            |               |                       |
| Halve finale                                     | Ajax                                        | 2 – 0 (0 – 0) | N.E.C.                |
| 21 april 1971 Plaats: Den Haag Zuiderparkstadion | Gerrie Mühren 55' (pen.) Johan Cruijff 90'  |               |                       |

## Statistieken N.E.C. 1970/1971

### Eindstand N.E.C. in de Nederlandse Eredivisie 1970 / 1971
| Stand | Gespeeld | Gewonnen | Gelijk | Verloren | Punten | Doelpunten voor | Doelpunten tegen |
| ----- | -------- | -------- | ------ | -------- | ------ | --------------- | ---------------- |
| 8e    | 34       | 12       | 10     | 12       | 34     | 43              | 36               |

### Topscorers
| #                 | Naam              | Goal |
| ----------------- | ----------------- | ---- |
| 1.                | Theo de Jong      | 15   |
| 2.                | Jürgen Jendrossek | 8    |
| 3.                | Cas Janssens      | 7    |
| 4.                | Dimitri Davidović | 5    |
| 5.                | Chris Dekker      | 2    |
| 5.                | Gerdo Hazelhekke  | 2    |
| 7.                | Herbert Bönnen    | 1    |
| 7.                | Henny Oosterveld  | 1    |
| 7.                | Frans Thijssen    | 1    |
| Onbekend doelpunt |                   |      |
| –                 | Onbekend          | 1    |
| Totaal            | Totaal            | 43   |

| #      | Naam              | Goal |
| ------ | ----------------- | ---- |
| 1.     | Jürgen Jendrossek | 2    |
| 1.     | Theo de Jong      | 2    |
| 3.     | Dimitri Davidović | 1    |
| Totaal | Totaal            | 5    |

## Voetnoten
ADO ·
Ajax ·
AZ '67 ·
DWS ·
Excelsior ·
Feijenoord ·
Go Ahead ·
Haarlem ·
Holland Sport ·
MVV ·
NAC ·
N.E.C. ·
PSV ·
Sparta ·
Telstar ·
FC Twente '65 ·
FC Utrecht ·
Volendam